# 198989 Valeriethomas
198989 Valeriethomas este o planetă minoră (asteroid), cu un diametru de 2,205 km, din centura de asteroizi. A fost descoperită pe 2 noiembrie 2005 la Mount Lemmon⁠(d) de Mount Lemmon Survey⁠(d) și a fost numită după Valerie Thomas⁠(d). 
Obiectul prezintă o orbită caracterizată de o semiaxă mare de 2,2706804644693 UAi, o excentricitate de 0,13975767781889, o înclinație de 3,1045863162973 ° în raport cu ecliptica.